# 足立区のたけし、世界の北野
『足立区のたけし、世界の北野』（あだちくのたけし、せかいのきたの）は、1997年10月17日（16日深夜）から2002年9月20日（19日深夜）まで放送されていたイーストとフジテレビ共同制作の深夜バラエティ番組である。放送開始時から1998年3月27日（26日深夜、第22回）までは『世界の北野、足立区のたけし』というタイトルだった。

## 番組概要
番組タイトルにあるように公式なメイン司会者はビートたけしだが、実質の番組進行者はガダルカナル・タカ（タカが欠席時はつまみ枝豆）、トークコーナーは高田文夫が務めていた。
毎回視聴者から寄せられた素朴な疑問（深夜番組のため主に下ネタ系が多かった）に答えようと、たけし、高田、たけし軍団などをパネリストとして迎えた「北野まんぐり講座」を中心に展開された。またこれまでたけし司会の深夜番組シリーズでは登場する機会が少なかったアダルトモデル（宮澤ゆうなや草凪純、本城小百合、美咲れい子、大浦あんな、川嶋なな等のAV女優）などが出演した。放送回数は5年間で224回放送された（第23回に『世界の北野、足立区のたけし』から『足立区のたけし、世界の北野』へとタイトル変更）。
番組の技術・編集スタッフは第71回（1999年4月まで）までは『北野ファンクラブ』関係の主要スタッフ (東通、ヴィジュアルベイ等) がメイン担当だったが、第72回（1999年5月以降）から総替わりした。また高田文夫は、この番組終了以降フジテレビのたけし深夜枠の番組には出演していない。

## 主なコーナー

### 北野まんぐり講座
これは1993年に放送されていた『ビートたけしのつくり方』の企画「たけし教養講座」の基本コンセプトを引き継いだコーナー。ただし深夜番組の特性上、内容の7割以上は下ネタ系だった。視聴者から寄せられた『伊東家の食卓』や『発掘!あるある大事典』や『クイズ日本人の質問』ではまず取り上げられないくだらない疑問に体を張って答えるコーナー。進行役は、ガダルカナル・タカ扮する「タカ助手」が白衣にブリーフ姿で務めた。たまに代役でつまみ枝豆扮する「マメ助手」の場合もあった。たけし軍団の若手、主に〆さばの2人が体を張って疑問に答えていた。
実験の内容はアダルト系セクシーモデルを脱衣させるために実験を成功させようとするものが大半であり、何かしらの実験に成功する度に一枚一枚着ている服を脱いでいく流れとなっていた。検証実験では初期から中期は美咲れい子や草凪純の、後期では本城小百合や宮澤ゆうなのブラジャーを外すためのゲームがほとんどであったが、時には大浦あんなや川嶋ななのパンツを拝んだり、水着を評価するなどの控えめなゲームも多かった（防犯対策の検証：宮澤ゆうなの衣服を一瞬でブラジャーとパンツのみにし、さらに話しながらブラジャーまで脱がす等）。
当初はセクシーモデルが最初からトップレス（ビキニパンツのみ）で登場し、乳首に一切修正せずに露出しているのが普通であったが、時代の流れに伴い次第に乳首にニプレスを貼るようになり、最終的には乳首だけは北野マークで隠すことで落ち着いた（たまにひまわりマークで乳首を隠していることもあった）。またブラジャーを外すことはあってもパンツを脱がすことはなかった（ちなみに前番組『北野富士』では、ご褒美として出演者だけが見れる「コーマンルーミータイム」というのが2回だけあった）。
この「まんぐり講座」で行われたセクシー系のご褒美があるクイズやゲームは、後に他局ではあるが『朝までたけし軍団』(テレビ朝日) や『ビートたけしの絶対見ちゃいけないTV』(TBS) でもリメイクされた。
『北野ファンクラブ』のようにビデオ化、DVD化はされていない。1998年に番組の内容の一部を抜粋しノベライズした単行本がソニー・マガジンズ(現エムオン・エンタテインメント)から発刊された。

### 北千住ブラザース
これはかつての『北野ファンクラブ』の「亀有ブラザース」同様、たけしがメインボーカル、タカ、枝豆がコーラス、グレート義太夫がギター演奏で危ない替え歌を歌うコーナー。「亀有」では下ネタばかりだったが、「北千住」ではカツラネタが多かった。芸能人の名前や下品な言葉にピー音が入れられたが、歌詞のテロップには問題部分の歌詞にかけられたモザイクが薄消しだったので視聴者には薄々バレていた。ピー音による消しは当番組では序々に多くなり、「亀有～」以来のオープニング（「ヒットパレードの替え歌）にもピー音が入っていった。たけしが『アッコとマチャミの新型テレビ』(日本テレビ系列、福岡放送制作、当番組初代演出つきざわけんじが担当) にゲスト出演した際、お返しにと和田アキ子と久本雅美が北千住ブラザースに飛び入りゲスト出演した事がある。

### フリートーク
たけし、高田、永田杏子、小島可奈子で新聞、雑誌等の時事ネタをテーマにトークを繰り広げる。『北野ファンクラブ』に比べトークの時間が5～10分程度と短く、また北野まんぐり講座の時間が長いとトークコーナーが放送されない回もあった。時々タカやダンカン達がトークに参加する事もあり、たけし軍団の面々が当時流行っていた性風俗をプライベートで体験した内容を話す「世界の射精から」というミニトークコーナーもあった。

## テーマ曲・使用楽曲
オープニングテーマ
- クリーム『ホワイト・ルーム』

第5回以降は歌い出し前のイントロ部分がカットされ、イントロ部分で使われていた映像は第23回の番組タイトル変更に伴い元々のタイトルスーパーが載っていた映像を上から塗り替えた形で使用された。
エンディングテーマ
サザンオールスターズの「SEA SIDE WOMAN BLUES」をたけしが歌唱。
エンディングになると同時にイントロから歌うたけしを細かいカット割りでスイッチングし、スタッフロールが流れる直前から、たけしの後ろ姿のみに画を切り替えていた。
番組開始から半年間は細かいカット割りで編集された（つきざわけんじバージョン）総尺1分20秒のもので流れていたが『足立区のたけし、世界の北野』になってからは、たけしの後ろ姿のみの40秒程の短縮バージョンで流れていた（改題初回と最終回は総尺1分20秒の笠原裕明カット割りバージョン）。
前提供BGM
- 「マジカルミステリーツアー」チープ・トリック

後提供BGM&END
- 「夢のカリフォルニア」ビーチボーイズ

## 出演者

### 主な出演者
- ビートたけし

番組のメイン司会。キタノ教授として視聴者から寄せられた数々の疑問を検証し「北野まんぐり講座」における実験を数多く成功させた。
- 高田文夫

トークコーナーのメイン進行役でたけしの聞き手。「まんぐり講座」ではご意見番的な見まもり役
- ガダルカナル・タカ

他の仕事とのダブルブッキングがあった時の欠席が何度かある
- つまみ枝豆

番組中期まではタカ、ダンカン、義太夫の誰かが欠席した時のみの代役だったが、北千住ブラザースが復活する少し前からレギュラー出演
- ダンカン

タカと同様に他の仕事やロカルノ国際映画祭に出た時に収録を欠席した
- グレート義太夫

他の仕事や病欠で休んだ事が数回ある。ただ『北野ファンクラブ』の頃に比べると欠席回数は少ない
- 井手らっきょ

北野まんぐり講座の被験者として数回出演
- ラッシャー板前

枝豆、ダンカン、義太夫の誰かが欠席した時の代演
- 太田浩介

主にタカ、枝豆のサポート役
- 〆さば（アタル・ヒカル。※当番組にて改名する前は雨空トッポ・ライポ）
- 永田杏子（第3・4回は欠席）
- 小島可奈子（他の仕事とのダブルブッキングがあった数回だけ欠席有り）
- デビル・ガールズ
- ピカチュウ吉田（吉田宏プロデューサー）[注 2]
- Dr.コバ（ダンカンの知人のダジャレ好きの歯医者）
- たけし軍団若手（なべやかん、北京ゲンジ、ブラック・ボックス、スピーク☆イージー、バター犬たろう、サミーモアモアJr.、ペースメーカー遠藤）など

### ゲスト
- 和田アキ子
- エド山口
- ガッツ石松
- 久本雅美
- 維新力
- 金ピカ先生
- 嵐（横浜銀蝿）
- 国本武春
- ウガンダ・トラ
- 星ひとみ
- やくみつる
- 春風亭昇太
- 林家ペー
- 林家パー子
- 三村マサカズ ※『アッコとマチャミの新型テレビ』のTVマンの格好で出演
- 松村邦洋
- 比嘉ひとみ
- ビートきよし
- ミートボール吉野
- あべこ
- カラテカ
- 竹内英孝
- 高橋松徳フジテレビ編成プロデューサー（『北野ファンクラブ』時代の企画編成担当）

ほか

### AV女優
- 草凪純

当番組の中期における脱衣担当として出演したAV女優。出演時期には「まんぐり講座」の放送内容が形になってきていたため、最終的に上半身全裸になる前からサービスシーンも多くなった。この頃から乳首を隠すのが絵の具からニプレスへと変化していった。たけし軍団による検証に成功失敗に関わらず自らブラジャーを外して乳首を披露する機会が多く、わざわざブラジャーを付け直してから再びブラジャーを外して乳首を披露することもあった。出演者たちからジュンちゃんと呼ばれていたので、キタノ教授からは「レツゴー三匹の」とボケられていた。
- 本城小百合

当番組の中期以降における脱衣担当として出演したAV女優。最終的には上半身全裸となっていたが、当時は乳首を隠すのが絵の具やニプレスなど放送回によって違った。本人がブラジャーを外すのではなく裸体を隠しているカーテンが下ろされていく形式で乳首が披露されることも多かった。
- 宮澤ゆうな

当番組の中期～後期における脱衣担当として出演したAV女優。乳首を披露する前はきちんと衣服を着て登場しブラジャーを外すまでの脱衣シーンを重視する検証内容が増えていった。この頃は乳首を隠すのが北野マークで固定された。ハプニングという形で自然とブラジャーが外れてしまう仕掛けになっていることも多く、突然ブラジャーが外れ乳首が披露されることも多かった。
- 美咲れい子

当番組の初期における脱衣担当として出演したAV女優。出演回数がそれほど多くなかったが、90センチ以上のバストをほこり、しかも出演はすべてビキニパンツのみで修正なしで乳首を惜しげもなく披露した数少ない出演者である。特に北野まんぐり講座第13回での「人間の触覚について検証」という回では、おっぱいで何が触れているかを見ないで当てる検証を行い（首にシャンプーハットのようなものをつけて首から下が見えないようにしている）、キタノ教授が持つバナナを胸と胸の間に挟むパイズリスタイルや、入れ歯で乳首をかむシーンなどがあり、北野まんぐり講座としては最高傑作とも言われている。
- 大浦あんな

出演したAV女優の中でも100センチ以上という最大のバストサイズを誇ったもののブラジャーを外す機会はなく、濡れた体操服の着用やパンティーの披露程度にとどまった。
- 桜井舞

出演回数は少なかったがパンティーのみで出演する機会があった。
- 麻宮淳子

北野まんぐり講座第1回目「女性の股関開きは何度で興奮するか」の検証に出演。白衣やルーズソックス、色々な下着を着用。編集で映像をスイッチングして放送上映ってはいないが検証の最後はスケスケパンツを履いたため、スタジオ内が騒然のリアクションになった。
- 川嶋なな

水着姿で参加。
- 遠野ゆき美

「巨乳は頭が悪いというのは本当か」の検証に出演。
- 徳井唯

「羞恥心の検証」の回に、赤ちゃんプレイの専門家として出演。検証の被験者となったタカ助手と、キタノ教授から指名された吉田プロデューサー (エンドロールでピカチュウ吉田と表記) を赤ちゃんプレイで辱めた。

## 放送時間
いずれもフジテレビの時間帯とする（出典：）。
| 放送期間   | 放送期間   | 番組名                     | 放送時間（日本時間）               | 備考     |
| ---------- | ---------- | -------------------------- | ---------------------------------- | -------- |
| 1997.10.17 | 1998.03.27 | 世界の北野、足立区のたけし | 金曜 0:30 - 1:00（30分、木曜深夜） | [ 注 3 ] |
| 1998.04.17 | 1998.09.25 | 足立区のたけし、世界の北野 | 金曜 0:30 - 1:00（30分、木曜深夜） |          |
| 1998.10.16 | 1999.03.26 | 足立区のたけし、世界の北野 | 金曜 0:40 - 1:10（30分、木曜深夜） |          |
| 1999.04.16 | 1999.09.24 | 足立区のたけし、世界の北野 | 金曜 0:50 - 1:20（30分、木曜深夜） |          |
| 1999.10.15 | 2000.03.24 | 足立区のたけし、世界の北野 | 金曜 0:45 - 1:15（30分、木曜深夜） |          |
| 2000.04.14 | 2001.09.21 | 足立区のたけし、世界の北野 | 金曜 0:55 - 1:25（30分、木曜深夜） |          |
| 2001.10.12 | 2002.09.20 | 足立区のたけし、世界の北野 | 金曜 1:10 - 1:40（30分、木曜深夜） | [ 注 4 ] |

## 放送局

### 世界の北野、足立区のたけし
- フジテレビ（制作局）
- 北海道文化放送：木曜 0:20 - 0:50（水曜深夜、1997年11月6日 - 1998年4月16日[注 5]）[5]
- 岩手めんこいテレビ：金曜（木曜深夜）0:30 - 1:00（1998年3月時点）[6]
- 仙台放送：火曜（月曜深夜）0:20 - 0:50（1998年3月時点）[6]
- さくらんぼテレビ：金曜（木曜深夜）0:30 - 1:00（1998年3月時点）[7]
- テレビ静岡：金曜（木曜深夜）0:30 - 1:00（1998年3月時点）[8]
- 東海テレビ：土曜（金曜深夜）2:45 - 3:15（1998年3月時点）[9]
- 高知さんさんテレビ：金曜（木曜深夜）0:30 - 1:00（1998年3月時点）[10]
- サガテレビ：金曜（木曜深夜）0:35 - 1:05（1998年3月時点）[11]

### 足立区のたけし、世界の北野
- フジテレビ（制作局）
- 北海道文化放送（途中打ち切り）：木曜 0:20 - 0:50（水曜深夜、1998年4月30日[注 6] - 10月1日） → 木曜 0:30 - 1:00（水曜深夜、1998年10月8日 - 2000年3月30日） → 木曜 0:40 - 1:10（水曜深夜、2000年4月6日 - 9月28日[注 7]）[12]
- 岩手めんこいテレビ：金曜（木曜深夜）0:40 - 1:10（1999年3月時点）[13]
- 仙台放送：火曜（月曜深夜）0:30 - 1:00（1999年3月時点）[13]
- さくらんぼテレビ：金曜（木曜深夜）0:40 - 1:10（1999年3月時点）[14]
- テレビ静岡：金曜（木曜深夜）1:00 - 1:30（1999年3月時点）[15]
- 高知さんさんテレビ：金曜（木曜深夜）0:40 - 1:10（1999年3月時点）[16]
- サガテレビ：金曜（木曜深夜）0:35 - 1:05（1999年3月時点）[17]

## 歴代スタッフ
- 企画：北野武 ／ 和田行（フジテレビ・中期まで）
- 編成 (中期以降)：川上大輔（フジテレビ・中期～後期）→ 原田冬彦（フジテレビ・後期～末期）
- 構成：安達元一、竹内きよのり、斉藤タカシ（初期は斉藤崇と表記）／ ダンカン、しょ～ぞ～（〆さばアタル・途中から）、やまがた弁（〆さばヒカル・途中から）
- ナレーター：杉本るみ（第1回と第2回のみ ※スタッフロール表記なし）
- スタジオ技術：東通 (中期まで)
  - 技術：小山内義紀
  - カメラ：早川征典[注 8]
  - 照明：永田泰二（ティエルシー）
  - 音声：丹野建治（前番組は丹野健治 表記）
  - ＶＥ：吉永明久
  - ＶＴＲ：伊沢和幸
- スタジオ技術：ビデオスタッフ (中期以降)
  - ＴＰ：中村彰 (渋谷ビデオスタジオ)
  - ＴＤ：松嶋賢一
  - カメラ：鈴木富夫[注 9]、安藝孝仁
  - 照明：稲木健 (東新)
  - 音声：竹山裕隆、飯塚幸子[注 10](音声助手)
  - ＶＥ：平田壮ノ介、高垣俊宏 → 吉田崇（後期）
  - ＶＴＲ：山本米勝
- 音響：有馬克己、加藤悠香（加藤は中期の一時期のみ）
- ＥＥＤ：井戸清（初回～第16回・ヴィジュアルフォーマット含む）→ 小滝浩哉、定野正司、鈴木和也、清原正貴、島田一浩、吉岡明広、石井謙作、柴崎弘（中期）→ 関口晴央（中期以降）
- ＭＡ：宇野雅史（初回～中期）、松元祐二（初期の一時期のみ）、大江善保（初期の一時期のみ）→ 石塚亮（中期以降）、服部大介（後期）、植木俊彦（後期～最終回）
- ＴＫ：今泉暢子（MEN'S・初回～第22回）→ 伊藤裕子（第23回～中期）、江藤香織（中期以降）
- 美術プロデューサー：丸山覚
- 美術制作 (中期以降)：増岡武宏（キタノ教授 命名：ナニワ金融道）
- デザイン：坂根洋子
- 美術進行：木下英司（初回～第16回・前番組は大下英司 表記）→ 沢辺晃義（第17回以降）、芳賀基広（中期のみ）
- 装置：青沼哲雄（第3回まで）→ 戸口和彦（第4回以降）、太田悟（第4回～第16回）
- 特殊道具 (第17回以降)：白鳥保夫（中期までは白鳥保彦 表記・キタノ教授 命名：第一発見者）
- 衣裳：高野知子
- 持道具：貞中照美（第16回までは真中照美 表記）
- 楽器：木元真弓（初回～第16回・前番組&第3回までは木本真弓 表記）
- メイク：アーツ（第28回まで）→ 長縄希穂（第29回以降）
- 技術協力：東通（初回～中期）→ ビデオスタッフ（中期以降）／ ヴィジュアルベイ（初回～中期）、アンサーズ（中期のみ）、ワークボックスビジュアル（中期のみ）、ビームテレビセンター（中期のみ）、RVC（中期のみ）、メディアラボ青山 プライムシステム（中期のみ・後のアットマーク）→ テレテックメディアパーク（中期以降）／ スカイウォーカー（音響効果・1998年8月まではジャイロ）、CORE（ロケ技術・中期のみ）、スパイラルビジョン（ロケ技術・中期のみ）、ビデオプラザ（中期のみ）
- 美術協力：アックス
- ＣＧ (後期のみ)：ヴィジブレックス
- 協力：オフィス北野、MEN'S（初回～第22回）
- 収録スタジオ：渋谷ビデオスタジオ
- 音楽協力：小池秀彦（ビクターエンタテインメント）
- 広報：岩瀬恵子（フジテレビ・初回～第16回）→ 中島良明（フジテレビ・第17回以降）
- プロデューサー：吉田宏、梅本満
- 演出補：木村ケンタロー[注 11]（木村憲太郎 MEN'S・初期）→ 中山高嘉（第19・20回）→ 村山学、小竹実千代、橋本清子[注 12]
- 演出：つきざわけんじ（MEN'S・初回～第16回）→ 河合優（第17回～第22回）→ 笠原裕明（第23回～中期）→ 小泉守（中期以降）→ 芳住昌之（中期以降）→ 木村通利（後期）→ 藤保修一[注 13]（後期～最終回）
- 制作：フジテレビ、イースト

## 放送内容
- 第1回「女性の股間開きは何度で興奮するかの考察」（被験者：ヒナ加藤、モデル：麻宮淳子）
- 第2回「トイレのノックは何回目で返ってくるかの考察」
- 第3回「なぜ隣のポコチンが大きく見えるのか」
- 第4回「レースクイーンはなぜ水着にハイヒールなのか」
- 第5回「官能小説は誰が読んでも興奮するか」
- 第6回「トイレットペーパーの長さについての考察」
- 第7回「ラブホテルの休憩はなぜ2時間なのか」
- 第8回「人はどんな事でも他人に親切に出来るか」
- 第9回「男は女のパンツを足で脱がしてもいいか検証」
- 第10回「どんな相手でも興奮できるか検証」
- 第11回「人間の記憶力を科学する」
- 第12回「浮気心の考察」
- 第13回「ケツが手を超える日　～人間の触覚を科学する～」
- 第14回「ビートたけしの記憶力を探る」
- 第15回「人はどこまで親切か」
- 第16回「ホーケイでもOKか」
- 第17回「キスを科学する」
- 第18回「酒は人肌で温めるとうまいのか」
- 第19回「どんな時が一番泣けるのか」
- 第20回「大きい人、小さい人を科学する」
- 第21回「巨乳を科学する」
- 第22回「2階から目薬は本当か」
- 第23回「北風と太陽を考える」（この回から『足立区のたけし、世界の北野』にタイトル変更）
- 第24回「足立区と荒川区どちかが親切か」
- 第25回「外国人の考察」
- 第26回「人は見た目で判断出来るか検証」
- 第27＆28回「エロパワーで人間の能力が向上するか」
- 第29回「世田谷区と目黒区どちらが親切か」
- 第30回「人間の嗅覚を考える」
- 第34回「お年寄りとエロパワーの検証」
- 第35＆40回「エロパワーで芸人は面白くなるか」
- 第36回「痛みとエロパワーの検証」
- 第38回＆39回「湘南ロケでエロパワー検証」
- 第42回「怪談でエロパワー」
- 第43回「聴覚とエロパワーの検診」
- 第44回「エロと芸術の境界線の考察」
- 第46回「北野まんぐり講座　総集編1」
- 第47回「コショウを科学する」
- 第48回「ピースサインを考察」
- 第49回「エロと俳句の考察」
- 第52回「勝負下着の考察」
- 第54回「風俗嬢とエロについて考察」
- 第55回「玉　～男性用下着の考察～」
- 第57回「女性心理について考察」
- 第58回「テレビショッピングを考察」
- 第59回「別腹とエロパワーについて検証」
- 第60回「ストライクゾーンについて考察」
- 第61回「羞恥心について考察」
- 第63回「悪口と地獄耳について考察」
- 第64回「SEXのマナーについて　～まんぐりSEX教習所～」
- 第65回「風水について考察」
- 第69回「新社会人 春の新生活について考察」
- 第70回「モノマネについて考察」
- 第71回「ホントは知らないグリム童話」
- 第72回「昔話について考察」
- 第76回「菊次郎の夏で海外の映画祭に行ったエピソードトーク」（まんぐり講座なし）
- 第86回「慣れるについて考察」
- 第89回「ツキについて考察」（オールスタッフついてない人選手権）
- 第90回「たけし最愛の母が亡くなった事についてトーク」（まんぐり講座なし）
- 第91回「北野まんぐり講座　総集編2」
- 第109回「カレーについて考察」
- 第117回「独創性について考察」
- 「数字の実験」（テロップ：「股間をゆらせ！ブルブル携帯バイブ実験!!」）

パンティーのみ装着した宮澤ゆうなの乳首と股間にマナーモードの携帯電話を装着して出演者達が電話をかけた。
- 「パソコンを検証する」（テロップ：「ゆうなちゃんを脱がせ！エロエロキーボード対決!!」）

宮澤ゆうなを脱衣を報酬として出題された文字をたけし軍団がパソコンで打ち成功、ブラジャーを外してもらい乳首を披露させた。
- 「足立区について検証する」（テロップ：「まんぐり防犯グッズショー!!」）

宮澤ゆうなの衣服を一瞬でブラジャーとパンツのみにした後、話しながらブラジャーを奪い乳首を披露させた。
- 「野球」について考える（テロップ：「エロエロバッティング実験」）

バッティングに成功する度に宮澤ゆうなが脱衣、ブラジャーを外してもらい乳首を披露させた。
- 「多数派・少数派について考える」（テロップ：少数派を当てて女体を拝め！まんぐり一人当てクイズ～！」）

少数派を正確に判断する度に宮澤ゆうなが脱衣、ブラジャーを外してもらい乳首を披露させた。
- 「脱出について考える」（テロップ：「パンツ裏返し大脱出」）

宮澤ゆうなを縛っている紐を解除できるか検証、正確に解除できたので紐ごとブラジャーが外れ乳首を披露した。
- 「味覚について考える」（テロップ：「ゆうなちゃんをぬがすぞ！見た目しょう油当て実験」）

見た目でしょう油を正確に判断する度に宮澤ゆうなが脱衣、ブラジャーを外してもらい乳首を披露させた。
- 「ドライアイスを検証する」（テロップ：「ゆうなちゃんのブラジャーを飛ばせ！ドライアイスロケット大作戦～!!」）

宮澤ゆうなと電車ごっこをした後、ドライアイスロケットにつないだブラジャーを飛ばし乳首を披露した。
- 「放物線を検証する!!」（テロップ：「チーム対抗・放物線尻ダーツ実験」）

ダーツに成功する度に宮澤ゆうなが脱衣、ブラジャーを外してもらい乳首を披露させた。
- 「ねばりについて検証！」（テロップ：「ゆうなちゃんを脱がしちゃえ！ねばねばスッポンポン実験」）

納豆で宮澤ゆうなブラジャーを引き上げるのに挑戦、お椀ブラジャーに失敗した後にしゃもじブラジャーを引き上げ乳首を披露した。
- 「totoを予想的中させるための方法についての検証」（テロップ：「まんぐり流toto大予想！」）
- 「アイロンについて考える」（テロップ：「ゆうなちゃんを脱がしちゃおう！エロエロアイロンカーリング大会」）

アイロンを指定された位置にセットする度に宮澤ゆうなが脱衣、ブラジャーを外してもらい乳首を披露させた。
- 「個性派好きを考える」（テロップ：「個性派フィーリングカップル5 VS 5～！」）
- 「ゆうなちゃんのビーチクが見たい！ストップめくり実験～～!!」テロップ「ゆうなちゃんを脱がせ！ストップめくりくん実験」）

指定された秒数をストップウォッチで成功するごとに宮澤ゆうなが脱衣、検証に失敗したため乳首披露は無し。
- 「海で遊べるモノの検証」（テロップ「海辺でドキドキ ビーチク棒倒し」）

棒倒しをセットした砂で乳首を隠している宮澤ゆうなから砂を除去できるか検証、検証に失敗したため乳首披露は無し。
- 「マジックを検証」（テロップ「ザ・まんぐりマジックショー」）
- 「段ボールの有効利用について考える」（テロップ：「段ボールの限界を探れ！大実験～～!!」）
- 「昔の遊び　懐かしの遊びについての検証」）（テロップ：「まんぐりエロケンパ実験！」）

ケンケンパで勝つごとに宮澤ゆうなが脱衣、ブラジャーを外してもらい乳首を披露させた。
- 「タバコを考える！」（テロップ：「ゆうなちゃんをぬがしちゃえ！吸って吸ってスッポンポン、タバコロシアンルーレット」～～！」）

タバコを吸い終えるごとに宮澤ゆうなが脱衣、ブラジャーを外してもらい乳首を披露させた。
- 「記号を検証する」（テロップ：「芸能人 記号化実験」）

記号のクイズに正解するごとに宮澤ゆうなが脱衣、ブラジャーを外してもらい乳首を披露させた。
- 「人気テーマパークの秘密を検証」（テロップ：「エロテーマパーク「USJ」オープン～～!!」）

ゴムで押し戻される自転車で宮澤ゆうなのブラジャーをつかめるか検証、ブラジャーをつかみ乳首を披露させた。
- 「モノの手順を検証」（テロップ：「徹底討論！モノの手順」）
- 「会話」について考える（テロップ：「実践会話実験」）
- 「オーディションを検証する」（テロップ：「輝け！　第一回まんぐり娘オーディション・ゆうなちゃんの妹を探せ！」）
- 「運動会について検証」（テロップ：「まんぐりパンツナ引き」「まんぐりスケスケ玉入れ」）
- 「100円ショップについて検証」
- 「見えていい下着について検証」（テロップ：「ワールドカップ前哨戦～…え～、パンツ、キックフリー対決」）
- 「声を検証する」（テロップ：「大きい声、小さい声、股間に効くのはどっちだ実験」）
- 「接待ゴルフを検証」（テロップ：「目指せ日本一！みんなのゴルフ実験」）
- 「双眼鏡で遠近感についての検証」（テロップ：「双眼鏡ソムリエ」）
- 「秋祭りを検証」（テロップ：「まんぐりパンティーみこし」）
- 「文章力を考える」（テロップ：文章表現実践講座パート2～～～!!!」）
- 「芸能マネージャーについて考える」（テロップ：「芸能界マネージャー入門」）
- 第224回（最終回）「ビートたけしVS高田文夫 炎の5番勝負」&番組5年間振り返りトーク